# Cantó ferroviari
Un cantó és un tram de via on no poden coincidir dos trens circulant alhora, a fi i efecte de garantir-ne la seguretat. Quan tenim un tren en un cantó es diu que hi ha una ocupació.

## Funcionament
La via es divideix en diversos trams, cada un dels quals serà un cantó.
Normalment s'assigna un cantó propi a les estacions, a les agulles i passos a nivell per augmentar la seguretat en aquests punts de la xarxa. Mentre un tren ocupi un cantó no podrà entrar cap altre tren en el mateix cantó (amb algunes excepcions com els trens de socors). L'ocupació d'un cantó pot comportar l'ocupació d'altres cantons per garantir la seguretat de la circulació del tren. Per exemple, en patis de vies, normalment s'ocupen les vies pròximes a l'agulla per evitar col·lisions laterals. Un cantó queda ocupat en el moment en què el tren entra en el cantó i el cantó queda desocupat quan surt la cua del tren, per tant, un tren pot ocupar més d'un cantó alhora.
Conforme el tren avança, va deixant lliures els cantons de darrere seu. Els cantons lliures poden ser immediatament ocupats per altres trens, de tal manera que la distància mínima entre dos trens sempre serà d'un cantó. En alguns sistemes de protecció ferroviari, es deixa un cert nombre de cantons de seguretat per protegir el tren de la frenada del tren que el precedeix o s'estableix limitacions de velocitat.

## Longitud dels cantons
La longitud del cantó depèn de la distància entre els punts de referència que s'agafen per determinar l'inici i final del cantó. La definició de la longitud del cantó depèn del sistema de bloqueig que s'utilitzi.

### Cantó entre estacions
El cantó es defineix des de la sortida d'una estació fins a la sortida de la propera estació. Normalment aquest tipus de cantó s'utilitza per blocatges telefònics.

### Cantó entre senyals
El cantó de senyal el delimiten els senyals fixos que es troben en l'itinerari. El senyal fix és l'encarregat d'informar el maquinista de la situació del cantó següent mitjançant el bloqueig per senyal, bloqueig automàtic o ATP.

### Cantó per circuit de via
El cantó per circuit de via és una divisió electrònica de trams de via. Per detectar l'ocupació del cantó s'envia corrent elèctric pels rails que al passar les rodes pels carrils es curtcircuita la secció de via i detecta l'ocupació del tren. La divisió més gran possible seria el cantó entre senyals. Si s'utilitzen sistemes d'informació embarcada en el tren sense necessitat de senyals fixes es pot dividir amb més cantons un tram de via permetent reduir la longitud del cantó i augmentar la freqüència de pas del trens.

### Cantó mòbil
El cantó mòbil varia la longitud del cantó segons la distància dels trens, la velocitat i la regularitat de la línia, permeten altes freqüències de pas. Aquesta distància es pot reduir fins a la distància de seguretat de frenada del tren que el procedeix. El cantó mòbil està reservat únicament a trens de conducció automàtica.